# هویسکانا
هویسکانا (به اسپانیایی: Huiscana) یک کوه در پرو است که در Peru, Cusco Region, Puno Region واقع شده‌است. هویسکانا ۴٬۹۰۰ متر بالاتر از سطح دریا واقع شده‌است.